# Коханский, Василий Аркадьевич
Васи́лий Арка́дьевич Коха́нский (1904—1983) — советский хирург, заслуженный врач РСФСР (1943), почётный гражданин города Читы (1967).

## Биография
Василий Аркадьевич Коханский родился 6 мая 1904 года в селе Култук Иркутского уезда Иркутской губернии (в настоящее время Слюдянского района Иркутской области). После окончания в 1928 году медицинского факультета Иркутского университета его дальнейшая профессиональная деятельность была связана с Читинской областью, где он работал в 1929—1931 годах врачом в селе Малета, а затем заведующим Красночикойской районной больницей. С 1931 года В. А. Коханский работал хирургом под руководством Владислава Феликсовича Тальковского в Читинской областной больнице им. В.И. Ленина, а в 1935 году он стал заведующим хирургическим отделением.
Во время событий на реке Халхин-Гол в 1939 году В. А. Коханский служил начальником автохирургического отряда. В годы Великой Отечественной войны был главным хирургом отделения эвакогоспиталей Читинской области и членом госпитального совета Народного комиссариата здравоохранения СССР. В 1943 году ему было присвоено почётное звание «Заслуженный врач РСФСР» (первому в Читинской области).
После войны стал ведущим хирургом областной больницы им. В. И. Ленина в Чите (1945—1951), а затем на протяжении 15 лет являлся её главным врачом (1951—1966). При В. А. Коханском в больнице были выстроены новые корпуса специализированных отделений, значительно вырос коечный фонд стационара (со 125 до 600 коек), улучшилась клиническая деятельность кафедр Читинского мединститута.
Последние годы своей трудовой деятельности В. А. Коханский работал заместителем главного врача больницы и консультантом-хирургом областной поликлиники. С 1947 года трижды избирался депутатом Верховного Совета РСФСР.
Награждён орденами Трудового Красного Знамени (1945), Ленина (1939, 1961), «Знак Почёта» и Октябрьской Революции.
Умер 12 сентября 1983 года в Чите, похоронен там же.
В мае 1991 года учреждён областной конкурс памяти В. А. Коханского «За предложения и внедрения в практическое здравоохранение новейших технологий медицины, методов и методик профилактики и лечения больных». На здании нынешней Забайкальской краевой клинической больницы установлена мемориальная доска, именем Коханского названа улица в Чите.